# コンスタンティノープルの回復 (1261年)

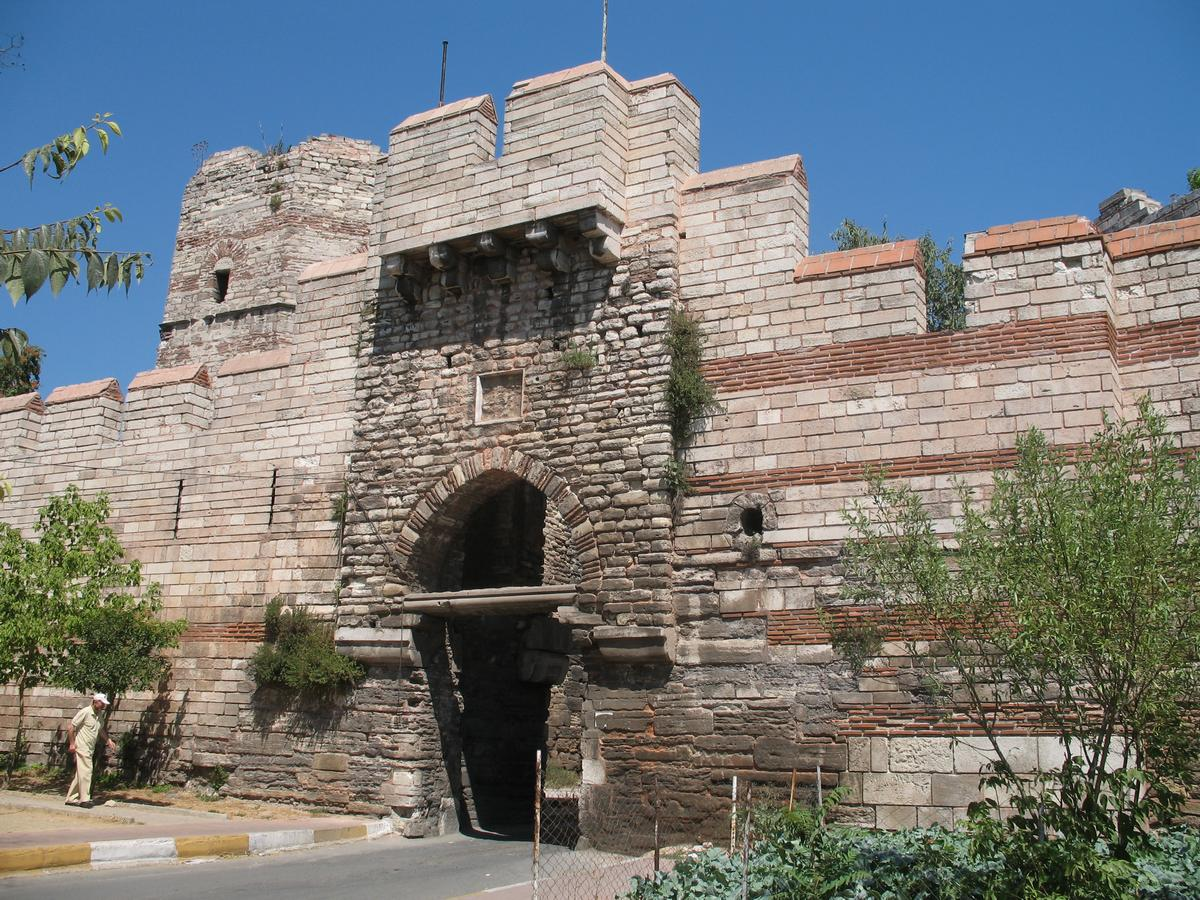
泉の門 (Pege)またはセリンブリアの門。この門からストラテゴポウロス将軍が兵士とともにコンスタンティノープルに侵入した（1261年7月25日）。

1261年のコンスタンティノープルの回復（コンスタンティノープルのかいふく、英: Reconquest of Constantinople）は、1204年に第4回十字軍により東ローマ帝国が滅亡し、ラテン帝国が建国されてから57年後の1261年に、東ローマ帝国の亡命政権ニカイア帝国により首都コンスタンティノープルが奪回され、パレオロゴス王朝の下で東ローマ帝国が再興された出来事である。

## 背景
1259年にペラゴニアの戦いに勝利したことで、ニカイア皇帝ミカエル8世パレオロゴスによるコンスタンティノープルの奪回と東ローマ帝国の再興を妨げるものはなくなり、ラテン帝国に対するギリシャの十字軍国家や東ローマ帝国の亡命政権でニカイア帝国の対立国家であるエピロス専制侯国からの支援も打ち切られた。1260年に、ミカエル8世パレオロゴスは、ペラゴニアの戦いで捕虜にしたラテン帝国の騎士に開門させる約束をさせ、コンスタンティノープルを攻撃したが、攻略に失敗し、代わりにガラタを攻めたがこれも失敗した。戦争の計画を進めるために、1261年3月に、ミカエル8世パレオロゴスはジェノヴァ共和国と同盟を組み、コンスタンティノープル攻略の失敗時に交わされた1年間の休戦が失効間近となった7月に、アレクシオス・ストラテゴポウロス将軍が800人の兵士とともにブルガリアの監視とラテン帝国の防衛軍の偵察に向かった。

## コンスタンティノープルの回復
ニカイア帝国軍がコンスタンティノープルからおよそ48キロメートル西にあるセリュンブリアに到着すると、現地の農民の様子から、ラテン帝国軍とヴェネツィア共和国の艦隊がニカイア帝国領のダフノウシア島への攻撃に向かっていて不在であることが判明した。しかし、ラテン帝国軍が帰還すれば自身が率いる部隊があっけなく壊滅する可能性があり、皇帝の命令を越えることゆえに、ストラテゴポウロス将軍は当初この状況を利用することをためらっていたが、最終的に、コンスタンティノープルを奪回する千載一遇の好機を無駄にすることはできないとして、攻撃を決断した。
1261年7月24日から25日にかけての夜中に、ストラテゴポウロス将軍は部隊とともに城壁に近づき、泉の門付近の修道院に潜伏し、部隊の一部を別動隊として送り、数人の農民の案内で秘密の通路を通ってコンスタンティノープルに侵入した。別動隊は内部から城壁を攻撃して守備兵を奇襲し、門を開けて、ニカイア帝国軍を侵入させた。ラテン帝国側は完全に不意を突かれ、小競り合いの末にニカイア帝国軍が陸上の城壁を奪取した。襲撃の報が都市全体を駆け巡り、ラテン皇帝ボードゥアン2世を始めとしたラテン帝国の市民が船で逃げるべく金角湾の港に殺到した。同時に、ストラテゴポウロス将軍の部隊の兵士が、上陸させないためにヴェネツィアの建物と倉庫を焼き払った。ヴェネツィア艦隊がちょうどよく到着したために、かろうじてギリシャに残る十字軍国家に避難したが、コンスタンティノープルはニカイア軍により陥落した。

## 余波
コンスタンティノープルの回復により東ローマ帝国が再興されることになり、ミカエル8世パレオロゴスはコンスタンティノープルに凱旋し、生神女就寝祭の日（8月15日）にアヤソフィアで戴冠した。一方で、正統なニカイア皇帝だったヨハネス4世ラスカリスは、表向きはパレオロゴスが後見人として支配していたが、実権を奪われた上で、目を潰され、幽閉された。